# Hørby Sogn (Frederikshavn Kommune)
 For alternative betydninger, se Hørby Sogn. (Se også artikler, som begynder med Hørby Sogn)
Hørby Sogn er et sogn i Frederikshavn Provsti (Aalborg Stift).
I 1800-tallet var Hørby Sogn anneks til Volstrup Sogn. Begge sogne hørte til Dronninglund Herred i Hjørring Amt. Trods annekteringen var de to selvstændige sognekommuner. Ved kommunalreformen i 1970 blev både Volstrup og Hørby indlemmet i Sæby Kommune, som ved strukturreformen i 2007 indgik i Frederikshavn Kommune.

## Kirker
I Hørby Sogn ligger Hørby Kirke fra Middelalderen og Badskær Kirke fra 1908.

## Stednavne
I sognet findes følgende autoriserede stednavne:
- Anneksgård (bebyggelse)
- Badskær (bebyggelse)
- Bunkhule (bebyggelse)
- Dansbjerg (bebyggelse)
- Follerbakke (areal)
- Gammel Hørby (bebyggelse)
- Gundestrup (bebyggelse)
- Hale (bebyggelse, ejerlav)
- Havens Mark (bebyggelse)
- Hørby (bebyggelse)
- Hørbylund (bebyggelse, ejerlav)
- Kraghede (bebyggelse)
- Kvisthuse (bebyggelse)
- Kvistskov (areal)
- Løgtved (bebyggelse)
- Løgtved Fælled (bebyggelse)
- Mosen (bebyggelse)
- Mølgård (bebyggelse)
- Nyholm (bebyggelse)
- Nyholm Mark (bebyggelse)
- Risgård (bebyggelse)
- Ropperhede (bebyggelse)
- Rysholt (bebyggelse)
- Stenhøj (bebyggelse)
- Svangen (bebyggelse)
- Svangensholt (bebyggelse)
- Sveje (bebyggelse)
- Tornshede (bebyggelse)
- Tranekær (bebyggelse)
- Vester Hørby (bebyggelse)
- Ørvad (bebyggelse, ejerlav)
- Øster Hørby (bebyggelse)